# ژان باتیست نیکلا
ژان باتیست نیکلا (به فرانسوی: Jean-Baptiste Nicolas) (زادهٔ ۱۸۱۴ – درگذشتهٔ ۱۸۷۵) مترجم فرانسوی بود که در سال ۱۸۳۹ به همراه کنت دوسرسی، اولین وزیر مختار فرانسه، با سمت مترجم سفارت به ایران آمده بود.
نیکلا بعدها به سمت کنسول فرانسه در رشت منصوب شد و در همین زمان ۴۶۴ رباعی از خیام را به همراه نیمی از بوستان سعدی به زبان فرانسوی ترجمه کرده و به همراه خود به فرانسه برد. ترجمهٔ نیکلا از رباعیات خیام اولین ترجمهٔ فرانسوی کل رباعیات از زبان فارسی بود که در سال ۱۸۶۷ در پاریس به چاپ رسید.
او پس از انتشار رباعیات خیام در فرانسه به ایران بازگشت و پس از مرگ در گورستان مسیحیان تهران به خاک سپرده شد.